# Шаповаловка (Ахтырский район)
Шаповаловка (укр. Шаповалівка) — село,
Рыбальский сельский совет,
Ахтырский район,
Сумская область,
Украина.
Код КОАТУУ — 5920387509. Население по переписи 2001 года составляет 176 человек .

## Географическое положение
Село Шаповаловка находится между реками Грунь и Ворскла (3-5 км).
На расстоянии до 1 км расположены сёла Рыбальское, Бандуры и Желобы.
К селу примыкают небольшие лесные массивы (дуб).